# Torneo de Marsella 2019
El Open 13 Provence 2019 fue un evento de tenis de la ATP World Tour 250 serie. Se disputó en Marsella, Francia en el Palais des Sports desde el 18 hasta el 24 de febrero de 2019.

## Distribución de puntos
| Modalidad            | Campeón | Finalista | Semifinales | Cuartos de final | 2ª ronda | 1ª ronda | Clasificados | 2ª ronda de clasificación | 1ª ronda de clasificación |
| Individual masculino | 250     | 165       | 100         | 50               | 25       | 0        | 13           | 7                         | 0                         |
| Dobles masculino     | 250     | 150       | 90          | 45               | 20       | 0        | -            | -                         | -                         |

## Cabezas de serie

### Individuales masculino
| Tenista            | Ranking | Preclasificado |
| Stefanos Tsitsipas | 12      | 1              |
| Borna Ćorić        | 13      | 2              |
| David Goffin       | 21      | 3              |
| Denis Shapovalov   | 25      | 4              |
| Fernando Verdasco  | 26      | 5              |
| Gilles Simon       | 31      | 6              |
| Gaël Monfils       | 33      | 7              |
| Jérémy Chardy      | 35      | 8              |

- Ranking del 11 de febrero de 2019.[2]

### Dobles masculino
| Tenista                        | Ranking | Preclasificado |
| Oliver Marach Mate Pavić       | 15      | 1              |
| Raven Klaasen Michael Venus    | 26      | 2              |
| Ben McLachlan Matwé Middelkoop | 67      | 3              |
| Denys Molchanov Igor Zelenay   | 129     | 4              |

## Campeones

### Individual masculino
Stefanos Tsitsipas venció a  Mikhail Kukushkin por 7-5, 7-6(7-5)

### Dobles masculino
Jérémy Chardy /  Fabrice Martin vencieron a  Ben McLachlan /  Matwé Middelkoop por 6-3, 6-7(4-7), [10-3]